# Хирбад
Хирбад — низший священнический чин в зороастризме, частично инициированный мобед задэ, который окончил курс обучения, успешно сдал экзамены и принял участие в первой службе Ясны. Хирбад поступает в помощники мобеду на срок от 5 до 10 лет. Этот срок является стажировкой, которую проходят все будущие мобеды. Хирбад подчиняется всем решениям дастуров и мобедов беспрекословно, однако в случае сомнения в правильности их решений хирбад обязан обратиться в сообщество мобедов или дастуров. Традиционно хирбады являются связующим звеном между бехдинами и мобедами. Хирбад имеет ограниченные духовную силу и полномочия. Хирбад имеет право совершать:
- сэдрэ пуши,
- гавахгиран,
- порсех,
- ритуалы очищения,
- преподавать основы зороастрийской веры для единоверцев и тех, кто готовится принять зороастризм.
- служить у огня.

Хирбады не имеют голоса в собрании мобедов и не могут вести службу Ясны.